# 矢野美優
矢野 美優（やの みゆう ）は、日本の女性アイドル。 MAPLEZ、GINGANEKO、メテオノミコン、maplez、愛乙女☆DOLLの元メンバー。広島県広島市出身。

## 略歴
2013年1月、2012年12月の「第1回MAPLE総選挙」で選抜された14名で「ひろしまMAPLE★S」を結成する。2016年1月2日、ひろしまMAPLE★SがMAPLEZに改名。
2017年3月、MAPLEZの後輩ユニットであるGINGANEKOとの兼任になる。2017年8月27日、GINGANEKOが無期限活動休止となり、MAPLEZ専任に戻る。
2018年1月26日、広島CLUB QUATTROで開催されたワンマンライブ「MAPLEZ 5th ANNIVERSARY LIVE」で、リーダーに就任することが決まった。2018年7月29日、愛MAPLEZ"原点回帰"WESTJAPANCARAVANTOUR2018"広島CLUBQUATTRO公演をもって、MAPLEZは解散した。
2018年10月、Meteonomicon（メテオノミコン）を結成。宙音 美憂（そらね みゆう）名義での活動となる。2019年8月、Meteonomiconがメテオノミコンに表記を変更、矢野 美優名義に戻す。2020年4月3日、同年4月末にメテオノミコンの現体制終了と、同年5月よりmaplezとして再始動することが発表された。2021年4月18日、maplezの現体制終了。
2021年5月18日、愛乙女☆DOLL（以下、らぶどると略す）への加入を発表し、同年6月19日に東京キネマ倶楽部で行われた『もっとでっかくDECADOLL!!〜らぶどる10年の軌跡〜vol.4 東京公演』においてらぶどるメンバーとして初ステージを飾る。
2022年9月30日、2023年春をもってらぶどるの現体制での活動終了、ならびにメンバー全員の卒業を発表し、翌年3月26日にヒューリックホール東京で行われたライブをもって、1年9か月間在籍したらぶどるを卒業した。その後、らぶどるは解散することなくメンバーを総入れ替えして活動を続けている。
2024年1月12日 - 14日に幕張メッセで行われた『東京オートサロン2024』では、SPHERE LIGHTブースのコンパニオンに当たる『SPHERE QUEEN』として参加。翌2025年1月11日 - 13日の東京オートサロン2025ではVeilsideブースのモデルを務めた。

## 人物
- 元々アイドルに興味がないまま学生時代を過ごしたが、高校3年の時に友達の影響でAKB48のようなアイドルを志すようになり、製菓専門学校の内定を蹴ってまでアイドルへの道を選んだ[1]。
- らぶどるでの担当カラーは青[10]。但し好きな色は白とピンクである[1]。
- 佐野友里子卒業翌日[注 1]の2022年1月24日以降は、らぶどるメンバー最年長であった。
- 自身のファンの愛称は「みょんみょんず」[12]。

## 作品

### イメージビデオ
- みょんみょん（2025年7月25日、竹書房）[13]

## 出演

### 舞台
- MIRAI系アイドルTV（2022年1月28日、NHK大阪ホール）[14]

### イベント
- 東京オートサロン2024「SPHERE LIGHT」（2024年1月11日 - 13日、幕張メッセ）[8][2]
- 東京オートサロン2025「Veilside」（2025年1月10日 - 12日、幕張メッセ）[9]